# Yair Lapid
Yair Lapid (hebraisk: יאיר לפיד, født 5. november 1963) er en israelsk politiker og partiformand for Yesh Atid. Han var den israelske finansminister mellem 2013 og 2014. Forud for hans politiske karriere, som startede i 2012, var han journalist, forfatter, tv-vært og nyhedsfortæller. Yesh Atid, som han grundlagde, blev det andet største parti i Knesset med 19 pladser ved dets første valg i 2013.